# 争斗时

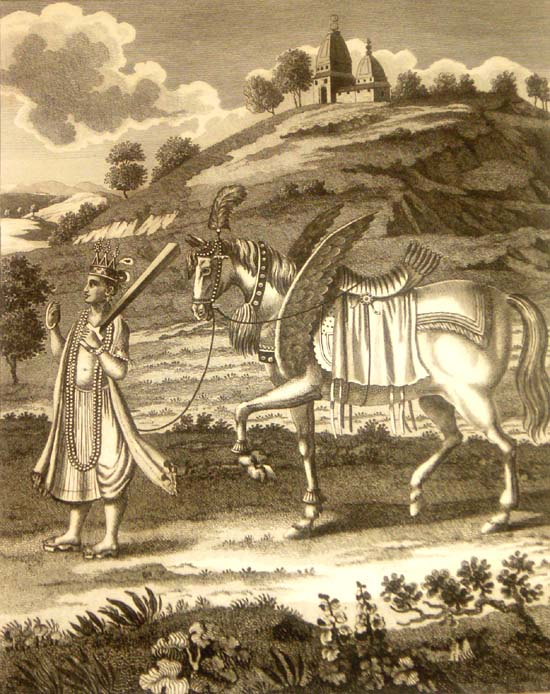
据印度教传说将会于争斗时结束时出现的迦乐季

争斗时（天城文：कलियुग；英文：Kali Yuga）是印度教中四个宇迦循环中的最后一个宇迦，也是目前所在的宇迦。
根据印度教描述的宇宙图景，争斗时是继二分时之后的宇迦。其时充满罪恶，人性彻底堕落，吠陀已不受重视，法只余下最后的四分之一。此时的人类寿命也只剩下100岁。争斗时是四个宇迦中最短的一个，共432,000年。争斗时结束之时为劫末，世界将被毁灭。此后新的宇迦循环开始，世界重生。
目前的争斗时始于公元前3102年2月17日至18日的夜半时分，这一天也是黑天逝世升天的日子。